# Shuarma
Shuarma, nom artístic de Juan Manuel Álvarez Puig (Barcelona, 13 d'octubre de 1972) és un músic català i vocalista del grup musical Elefantes des de 1994.
En hindi, Sharma significa 'persona tímida', i adaptat al seu nom (Juanma), forma el seu nom artístic.

## Discografia

### Amb Elefantes
- Elefantes (EP) - (1996)
- El hombre pez - (1998)
- Azul - (2000)
- Azul en acústico - (2001)
- La forma de mover tus manos - (2003)
- La forma de mover tus manos y otros paisajes - (2003)
- Somos nubes blancas - (2005)
- Gracias - (2006)

### En solitari
- Universo - (2007)
- Más Universo (reedició) - (2008)
- Gira el Universo (disc en directe) - (2009)
- El poder de lo frágil - (2010)
- Grietas - (2012)